# 212 Medea
212 Medea è un asteroide della fascia principale del diametro medio di circa 136,12 km. Scoperto nel 1880, presenta un'orbita caratterizzata da un semiasse maggiore pari a 3,1122322 UA e da un'eccentricità di 0,1122001, inclinata di 4,26518° rispetto all'eclittica.
Il suo nome deriva da Medea, nella mitologia greca figlia di Eete e nipote della maga Circe, e protagonista dell'omonima tragedia di Euripide.